# 布罗萨斯
布罗萨斯，是西班牙埃斯特雷马杜拉卡塞雷斯省的一个市镇。总面积399平方公里，2001年普查人口總數為2329人，人口密度為每平方公里6人。